# L'ipnotista (romanzo)
L'ipnotista (titolo originale Hypnotisören) è un romanzo giallo best seller dello scrittore svedese Lars Kepler, pubblicato in Svezia nel 2009.
Il libro è il primo della serie con protagonista l'ispettore di origini finniche Joona Linna, della polizia criminale di Stoccolma.
La prima edizione del romanzo è stata pubblicata nell'anno 2010 da Longanesi.

## Trama
Un uomo viene trovato accoltellato a morte in una scuola. A casa sua la polizia trova, assassinate, anche la moglie e la figlia minore. L'unico superstite del massacro è il figlio sedicenne Josef, trovato in una pozza di sangue e ricoverato in ospedale in grave stato di choc. Dal momento che il ragazzo non comunica con il mondo esterno, l'investigatore Joona Linna decide di chiedere aiuto al dottor Erik Maria Bark, uno psicoterapeuta che da molti anni rifiuta di utilizzare nella terapia la tecnica che gli ha regalato notorietà e reputazione: l'ipnosi. Linna vuole assolutamente sapere ciò che è successo nella casa, nel timore che l'assassino riesca a raggiungere e uccidere anche la sorella maggiore di Josef, Evelyn, che vive lontano dalla famiglia.
Bark cede all'insistenza dell'ispettore ma, a seguito del suo coinvolgimento nell'indagine, suo figlio Benjamin viene rapito. Essendo emofiliaco, il bambino deve assumere periodicamente dei farmaci ed evitare i traumi fisici, quindi l'ipnotista viene suo malgrado coinvolto in una corsa contro il tempo.
La criticità della situazione porta all'esplosione delle tensioni già esistenti tra Bark e la moglie e, per una buona parte del romanzo, l'indagine si svolge su due diversi filoni. Uno con protagonisti Bark e l'ispettore Linna, in cui proprio l'ipnotista si vedrà costretto ad analizzare il suo passato alla ricerca di qualsiasi indizio ed a rivivere gli eventi che lo portarono da un lato alla promessa di non praticare mai più l'ipnosi e dall'altro alle profonde tensioni con la moglie. Su un altro fronte si muove proprio la moglie Simone con l'aiuto di suo padre Kennet, ex poliziotto, che si concentra sugli ogni dettaglio della vita di suo figlio Benjamin, dalla sua prima fidanzata ai suoi scontri con bande di ragazzini, vita che si rende conto di non conoscere bene come pensava.

## Trasposizione cinematografica
Il film L'ipnotista, diretto da Lasse Hallström, è uscito nelle sale italiane l'11 aprile 2013.

## Distribuzione
Il libro è stato tradotto e distribuito in 34 paesi, diventando così un best seller internazionale. In Italia, dove è uscito il 14 gennaio 2010, sono state vendute più di 200 000 copie.

## Edizioni
- Lars Kepler, L'ipnotista, traduzione di Alessandro Bassini, Longanesi, 2010. ISBN 9788830427587.
- Lars Kepler, L'ipnotista, traduzione di Alessandro Bassini, TEA, 2011. ISBN 9788850226030.
- Lars Kepler, L'ipnotista, traduzione di Alessandro Bassini, Longanesi, 2013. ISBN 9788830437296.
- Lars Kepler, L'ipnotista, traduzione di Alessandro Bassini, TEA, 2013. ISBN 9788850234042.
- Lars Kepler, L'ipnotista, traduzione di Alessandro Bassini, Superpocket, 2015. ISBN 9788869800085.